# Algot Galle
Algot Willner Karell Galle, född 30 mars 1922 i Ärtemark i Dalsland, död 28 oktober 2017, var en svensk målare.
Algot Galle var son till lantbrukaren Axel Aronsson och halmslöjdaren Beda Galle och från 1949 gift med Rut Matilda Eklund. Galle studerade konst för Kræsten Iversen vid danska konstakademien i Köpenhamn 1947-1950 och för Fernand Léger i Paris 1950, samt under studieresor till bland annat Norge, Bornholm, Sydfrankrike och Italien. Separat ställde han ut i Bengtsfors 1951 och tillsammans med Georg Suttner ställde han ut i Åmål. Han deltog i ett flertal samlingsutställningar på olika platser i landet och medverkade i utställningen Dalslandsmålare på konsthallen i Göteborg. Hans konst består av målningar i olja, gouache eller akvarell.